# بيشي
بيشي (Pici) هي نوع من المعكرونة السميكة المفرودة يدوياً، والتي تبدو كأنها سباغيتي سمينة.[بحاجة لمصدر] موطنها هي مقاطعة سيينا في توسكانا، وتسمى في بلدة مونتالشينو(montalcino): بينشي (pinci).
عجينة المعكرونة هذه عادة ماتصنع من الطحين و الماء فقط. إضافة البيض اختياري بحسب التقاليد العائلية.
يتم فرد العجينة لتصبح شريحة سميكة مسطحة، ثم تقطع إلى شرائح. في بعض العوائل يتم فرد العجين يدوياً، حيث يتم فرد العجينة براحة اليد على الطاولة بينما تمسك اليد الأخرى باقي العجينة المفرودة سابقاً وهكذا. يمكن أيضاً فرد العجينة براحة اليدين معاً. كلتا الطريقتين تُنتج معكرونة سميكة أقل سماكة من قلم الرصاص العادي. على عكس السباغيتي أو الماكاروني  فإن هذا النوع من المعكرونة ليس ذو شكل منتظم وقد تختلف سماكته على مدى طوله.
تؤكل مع مجموعة متنوعة من الأطعمة ، وخاصة:
| فئة الأغذية | الإيطالية    | اللغة العربية                |
| ----------- | ------------ | ---------------------------- |
| الصلصات     | briciole     | صلصة فتات الخبز              |
| الصلصات     | aglione      | صلصة الطماطم الحارة مع الثوم |
| الصلصات     | boscaiola    | صلصة فطر البوليط مأكول       |
| الصلصات     | cacio e pepe | صلصة جبن و فلفل الأسود       |
| الصلصات     | ragù         | راغو، صلصة لحم               |
| اللحم       | cinghiale    | الخنزير البري                |
| اللحم       | lepre        | الأرنب البري                 |
| اللحم       | anatra       | بط                           |